# Kelbra
Kelbra (Kyffhäuser) är en stad i Landkreis Mansfeld-Südharz i förbundslandet Sachsen-Anhalt i Tyskland.
Kommunen ingår i förvaltningsgemenskapen Goldene Aue tillsammans med kommunerna Berga, Brücken-Hackpfüffel, Edersleben, Wallhausen.
|  |
|  |